# هواپیماربایی ۱۹۷۱
هواپیماربایی ۱۹۷۱ (انگلیسی: Hijack 1971؛ کره‌ای: 하이재킹) فیلمی در ژانر فاجعه محصول سال ۲۰۲۴ کره جنوبی به نویسندگی کیم کیونگ چان، به کارگردانی کیم سونگ هان و با بازی ها جونگ وو، یو جین گو، سونگ دونگ ایل و چه سو بین است. این فیلم در ۲۱ ژوئن ۲۰۲۴ منتشر شد.

## بازیگران
- ها جونگ وو در نقش ته این[۵]
- یو جین گو در نقش یونگ ده[۶]
- سونگ دونگ ایل در نقش گیو شیک[۵]
- چه سو بین در نقش لی اوک سون[۵]
- کیم دونگ ووک در نقش چوی دونگ چول
- چوی کوانگ ایل در نقش سو مین سو
- کیم جونگ سو در نقش جانگ یونگ هوان
- مون یو کانگ در نقش چانگ به
- جونگ یه جین در نقش لی سو هی
- مون وو جین در نقش لی هان بونگ
- ایم سه می در نقش مون یونگ
- کیم سون-یونگ در نقش یونگ سوک
- کیم کیو چول در نقش نام ایل
- پارک جی هوان در نقش مأمور فرودگاه